# سليمان عرار
سليمان عطا الله عرار العقايلة (1934-1998) سياسي أردني ووزير سابق وعضو ورئيس لمجلس النواب لعدة دورات يعتبر سليمان عرار من الرعيل الأول الذي ساهم في بناء الدولة الأردنية وترك بصمات واضحة في كل المناصب التي شغلها. ولد في معان، وأمضى جزءاً من طفولته في مدينة وادي موسى في الأردن وبعدها انتقل إلى عمّان حيث أنهى الدراسة الثانوية في الكلية العلمية الإسلامية. سافر إلى القاهرة وحصل على شهادة الثانوية العامة المصرية عام 1953، وشهادة الحقوق من جامعة الإسكندرية سنة 1961، ثم شهادة الدبلوم في القانون المدني من جامعة الرباط في المغرب.
أسس حزب المستقبل عام 1992، وتولى رئاسة تحرير صحيفة “المستقبل” الأسبوعية، وأشرف في سنة 1996 على عقد مؤتمر “الأحزاب العربية” في عمّان وكان عضواً في نقابة الصحفيين، وانتُخب نقيباً لها سنة 1976.

## العمل والحياة السياسية
عمل سليمان عرار في ديوان المحاسبة في عمّان لمدة لأربعة أشهر، ثم أصبح دبلوماسياً في وزارة الخارجية الأردنية التي مكث فيها شهوراً بعدها سافر إلى مدينة جدّة في السعودية وعمل في السفارة الأردنية هناك من عام 1961-1967، ثم عاد إلى عمّان واقام فيها لثلاثة أشهر ثم انتقل للعمل في السفارة الأردنية في الجزائر، ومنها إلى المغرب حيث عمل في السفارة الأردنية فيه لثلاث سنوات، وحصل خلال تلك الفترة على شهادة الدبلوم و عاد مرة أخرى إلى عمّان.
ترك العمل في وزارة الخارجية والتحق بوزارة الداخلية حيث عمل مساعداً لمحافظ الكرك، ثم انتقل بعد شهور إلى “الاتحاد الوطني” وهو التنظيم السياسي للدولة الذي أُنشئ في مطلع السبعينيات، حيث تولى منصب مديره العام.
وفي عام 1971 شارك سليمان عرار مع محمود الكايد وآخرين في تأسيس صحيفة “الرأي” اليومية وتولى رئاسة التحرير من عام 1973-1976، ثم عيّن وزيراً للداخلية عام 1976 ثم وزير دولة لشؤون رئاسة الوزراء عام 1979 ثم وزيرَ دولة لشؤون رئاسة الوزراء ووزيراً للزراعة عام 1980، ثم وزيراً للداخلية مرة أخرى عام 1984-1985.
اختير عضواً في المجلس الوطني الاستشاري في دوراته الثلاث (1978-1982)، وتولى رئاسه المجلس في دورته الأخيرة عام 1982، وانتُخب نائباً عن معان في مجلس النواب الحادي عشر (1989-1993)، وترأسَ المجلس عام 1989.

## وفاته
توفّي سليمان عرار في 7 نوفيمبر 1998 في القاهرة، ونقل جثمانه إلى عمّان، ودُفن في مقبرة سحاب.وقد أُنشئت بعد وفاته هيئة باسم “هيئة جائزة سليمان عرار للفكر والثقافة” أطلقت جائزة باسمه في مجال الفكر.

## مؤلفاته
“الرجوع إلى الأرض”، مذكرات أدبية، المؤسسة الصحفية الأردنية “الرأي”، عمّان، 1990.
1. ↑  Atiyat, Omar Al (12 Sep 2016). "معالي الأديب سليمان عرار". Jordan Heritage (بالإنجليزية الأمريكية). Archived from the original on 2020-05-15. Retrieved 2020-05-15.